# Andrzej Stanisław Załuski

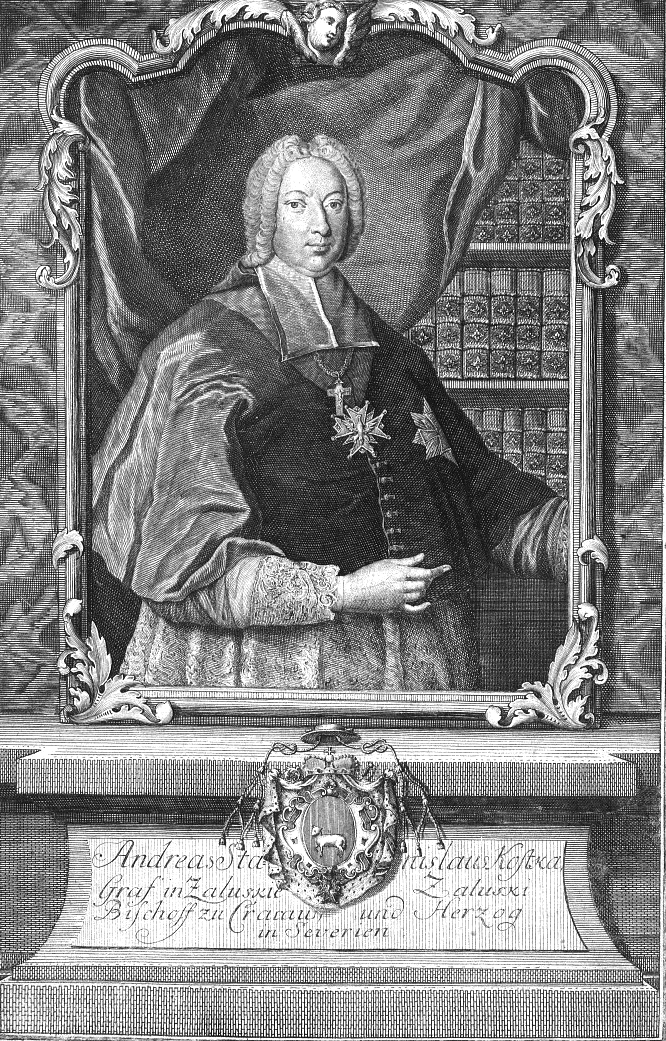
Andrzej Stanisław Załuski

Andrzej Stanisław  Załuski (2 de diciembre de 1695-16 de diciembre de 1758) fue un obispo católico de la República de las Dos Naciones, mecenas de las artes y bibliófilo.
Formado con los escolapios de Gdansk y doctor en ambos derechos por la Universidad de La Sapienza en Roma, donde estudió de 1715 a 1717, en 1724, antes de cumplir los 30 años, fue nombrado obispo de Płock, luego de Łuck y de Chełmno, y desde 1746 hasta su muerte obispo de Cracovia. Miembro de la nobleza (szlachta), tuvo también una activa participación en la vida política polaca. Canciller de la Gran Corona entre 1735 y 1746, cargo desde el que impulsó la reforma de la administración y del ejército, precursor de la Ilustración católica polaca, reformador de la Academia de Cracovia y defensor de los jesuitas, es recordado principalmente como cofundador con su hermano Józef Andrzej Załuski, obispo de Kiev, de una de las más grandes bibliotecas contemporánea, la Biblioteca Załuski, considerada la primera de las bibliotecas públicas de Polonia y una de las colecciones de libros más amplias del siglo XVIII en todo el mundo.